# هوكينغ إتش هنتر
هوكينغ إتش هنتر (بالإنجليزية: Hocking H. Hunter) هو محامي وقاضي أمريكي، ولد في 23 أغسطس 1801 في لانكستر في الولايات المتحدة، وتوفي بنفس المكان في 4 فبراير 1872.